# Night of Mystery
Night of Mystery é um single de Hironobu Kageyama e Takayuki Miyauchi lançado pela Lantis em 21 de abril de 1994.

## Produção
A faixa título foi composta para ser uma image song do anime Silent Möbius.
As letras foram escritas por Mitsuko Komuro, que trabalhou nas trilhas de vários animes, como Gundam, Ranma ½ e City Hunter. Já a composição e os arranjos ficaram com Youichi Matsuo. Matsuo e Kageyama tiveram uma banda juntos, a AIRBLANCA.
A composição do lado B, "Sleeping Angel", ficou a cargo do companheiro de LAZY (banda de Kageyama), Shunji Inoue, que depois se tornou presidente da Lantis. Inoue também fez parte do AIRBLANCA.
O arranjo do lado B ficou sob a tutela de Kenichi Sudo, um dos parceiros musicais mais longevos da carreira de Kageyama. Sudo trabalhou com Kageyama em seus álbuns Born Again; I'm in You; Cold Rain; e Rock Japan. Também formaram três bandas juntos, a AIRBLANCA, a TRY FORCE e a BROADWAY, com quem compuseram várias músicas para Os Cavaleiros do Zodíaco, a maioria inclusa no álbum Saint Seiya Hit Kyokushuu III BOYS BE ~Kimi ni Ageru Tame ni~. Sudo, aliás, compôs "Blue Dream", segundo encerramento do anime. Compôs e arranjou inúmeras músicas para outra banda de Kageyama, o JAM Project, sendo creditado em praticamente todos os álbuns da banda.

## Legado
Ambas as músicas foram inclusas em álbuns de trilha sonora do anime, como Silent Möbius Memorial Best PANDORA DISC.

## Faixas
| N.º            | Título                                 | Letras         | Música         | Arranjo        | Duração |  |
| 1.             | "Night of Mystery"                     | Mitsuko Komuro | Youichi Matsuo | Y. Matsuo      | 6:30    |  |
| 2.             | "Sleeping Angel"                       | M. Komuro      | Shunji Inoue   | Kenichi Sudo   | 6:15    |  |
| 3.             | "Night of Mystery (off vocal version)" | instrumental   | Y. Matsuo      | Y. Matsuo      | 6:30    |  |
| Duração total: | Duração total:                         | Duração total: | Duração total: | Duração total: | 19:15   |  |

## Créditos
Vocais: Hironobu Kageyama e Takayuki Miyauchi
Composição: Youichi Matsuo e Shunji Inoue
Letras: Mitsuko Komuro
Arranjos: Youichi Matsuo e Kenichi Sudo
Guitarra: Youichi Matsuo
Teclado: Kenichi Sudo
Baixo: Kiyoshi Murakami
Bateria: Yasuhiko Iwata (do AIRBLANCA)
Sintetizador: Yoshichika Kuriyama
Capa: Kia Asamiya

Produção: Michitaka Kikuchi e Shunji Inoue